# Двойное титрование по Гилману
Двойное титрование по Гилману — аналитический метод, разработанный для определения концентрации металлоорганических соединений в углеводородных растворителях. Данный метод анализа необходим, поскольку концентрация коммерческих растворов не всегда точно известна, особенно, если ранее упаковка уже была вскрыта.

## Суть метода
Первое титрование позволяет определить общее количество щёлочи, образующейся при взаимодействии образца с водой. Для этого к аликвоте раствора металлоорганического соединения по каплям при перемешивании добавляется вода, после чего смесь титруют 0,1 М раствором HCl до рН 7. Данный метод даёт завышенный результат, если металлоорганическое соединение частично гидролизовалось до эксперимента и в растворе присутствует гидроксид, который также титруется кислотой. Таким образом, на первой стадии двойного титрования по Гилману определяется лишь общая концентрация основания в растворе, а не концентрация металлоорганического соединения.
1) t-BuLi + H2O = t-BuOH + LiOH
2) LiOH + HCl = LiCl + H2O
Для уточнения концентрации проводят второе титрование. Отобранная аликвота исследуемого раствора обрабатывается каким-либо галогенидом, который имеет достаточную реакционную способность, чтобы превратить металлоорганическое соединение в галогенид металла, но в то же время оставить гидроксид или алкоксид нетронутыми. Сам Гилман использовал для этой цели бензилхлорид, но также можно использовать 1,2-дибромэтан и аллилбромид. Затем к смеси добавляют воду и титруют смесь 0,1 М раствором HCl до розовой окраски по метилоранжу. Получаемое значение позволяет определить остаточное количество щёлочи, после того, как металлоорганическое соединение прореагирует с галогенидом.
1) t-BuLi + PhCH2Cl = PhCH2t-Bu + LiCl
2) LiOH + HCl = LiCl + H2O